# Lake Shore (Maryland)
Lake Shore – jednostka osadnicza w Stanach Zjednoczonych, w stanie Maryland, w hrabstwie Anne Arundel.